# Cristian Nemescu
 (décembre 2009).
Pour les articles homonymes, voir Nemescu.
Cristian Nemescu (né le 31 mars 1979 et décédé  à Bucarest le 24 août 2006 ) est un réalisateur roumain. 

Après une première participation en 2003 dans plusieurs festivals (dont Premiers Plans d'Angers) avec le court-métrage Poveste la scara C, il est vraiment découvert en Europe de l'Ouest grâce à Marilena de la P7, montré au Festival de Cannes en 2006. Mais il meurt dans un accident de voiture en Roumanie peu après, alors que son film suivant, California Dreamin', est tourné et en cours de post-production. Le film achevé, il est sélectionné l'année suivante dans la compétition Un certain regard à Cannes, où il reçoit le premier prix.

## Filmographie
- 2000 Kitchitoarele
- 2000 La bloc oamenii mor după muzică (In Apartment Buildings People Are Crazy About Music)
- 2001 Mecano
- 2001 Mihai și Cristina (Mihai et Cristina)
- 2003 Poveste la scara C (C Block Story)
- 2005 Marilena de la P7
- 2006 California Dreamin' (Mort avant la fin du montage.)